# 燃ゆる心あるかぎり
「燃ゆる心あるかぎり」（もゆるこころあるかぎり）は、1995年4月5日に発売された鈴木康博14作目のシングル。

## 解説
BMGビクター移籍後初のシングル。アルバム『それぞれの街角で』からの先行シングルだが、表題曲の「燃ゆる心あるかぎり」は未収録。
「燃ゆる心あるかぎり」は、安田生命（当時）コマーシャルソング。カップリング「世界中に君はひとり」は、テレビ朝日系「あなたの世界旅」テーマ・ソング。

## 収録曲
| 全作詞・作曲: 鈴木康博。 |                                                  |          |            |          |
| #                        | タイトル                                         | 作詞     | 作曲・編曲 | 編曲     |
| 1.                       | 「燃ゆる心あるかぎり」(安田生命CFイメージソング) | 鈴木康博 | 鈴木康博   | 佐藤宣彦 |
| 2.                       | 「世界中に君はひとり」                           | 鈴木康博 | 鈴木康博   | 鈴木康博 |
| 3.                       | 「燃ゆる心あるかぎり（オリジナル・カラオケ）」   | 鈴木康博 | 鈴木康博   |          |